# Rue Brûle-Maison
La rue Brûle-Maison est une voie publique urbaine de la commune de Lille, dans le département français du Nord, quartier de Lille-Centre.

## Situation et accès
C’est une voie résidentielle calme très peu commerçante bordée de maisons bourgeoises la plupart de 2 étages construites dans les dernières décennies du XIXe siècle.

## Origine du nom
Elle rend honneur au chansonnier François Cottignies dit "brûle maison".

## Historique
La rue Brûle-Maison fait partie du réseau de nouvelles voies tracées à la suite de l’agrandissement de Lille de 1858 dans les espaces peu construits entre la partie démantelée des fortifications de Vauban et les parties urbanisées à cette date des communes annexées et actuels quartiers de Moulins-Lille et de Wazemmes, territoire qui deviendra le quartier Saint-Michel
Nommée « rue de Palikao » à sa création vers 1860, elle a été renommée  « rue Brûle-Maison » le 4 juillet 1881.

## Bâtiments remarquables et lieux de mémoire
Plusieurs maisons et hôtels particuliers sont d’une architecture néo-gothique, néo-renaissance et éclectique.
La maison du 56 était le domicile du docteur Jules Defaux où fut fondé le 8 novembre 1943 le Comité Départemental de Libération du Nord.

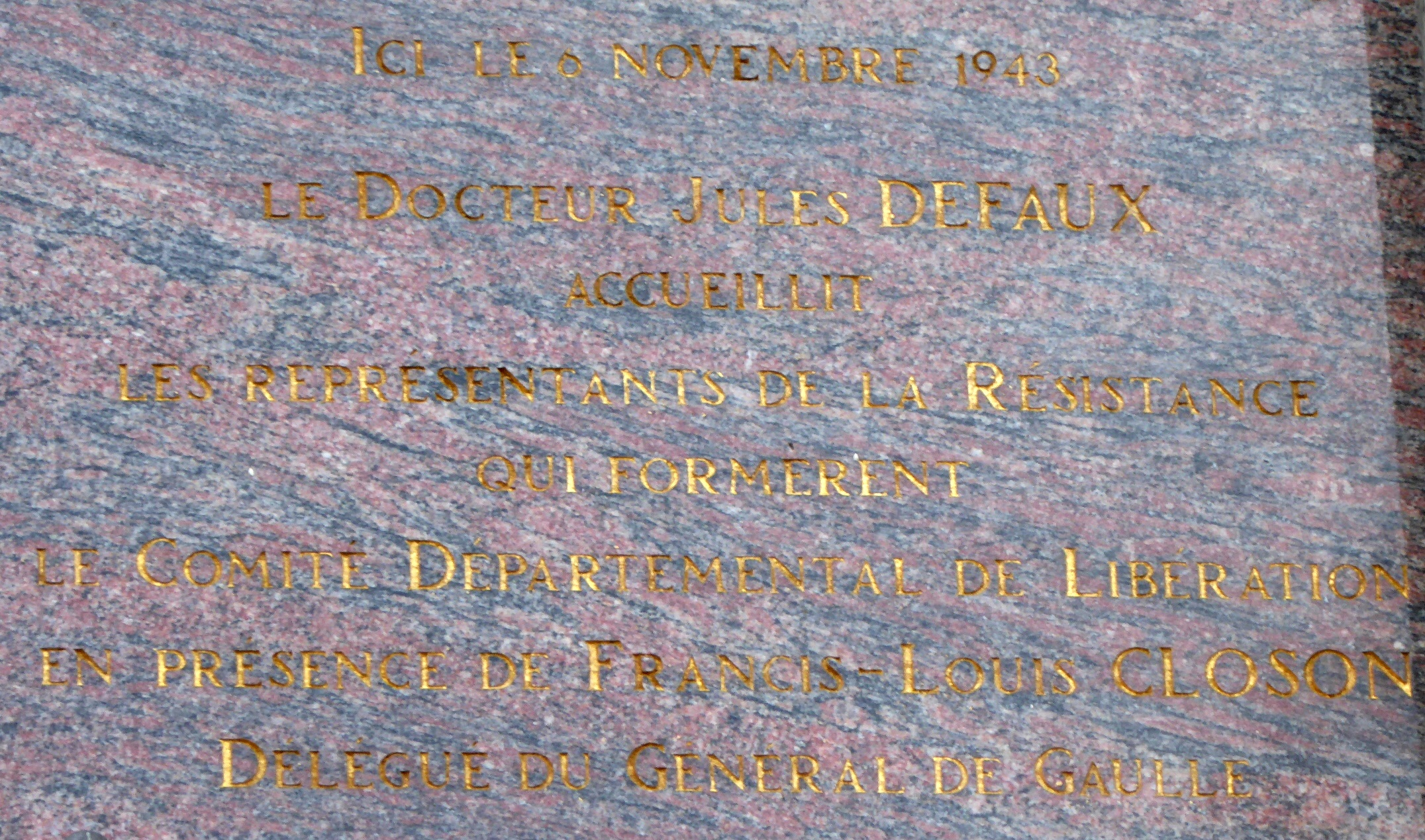
Plaque commémorative de la création du CDL du Nord au 56
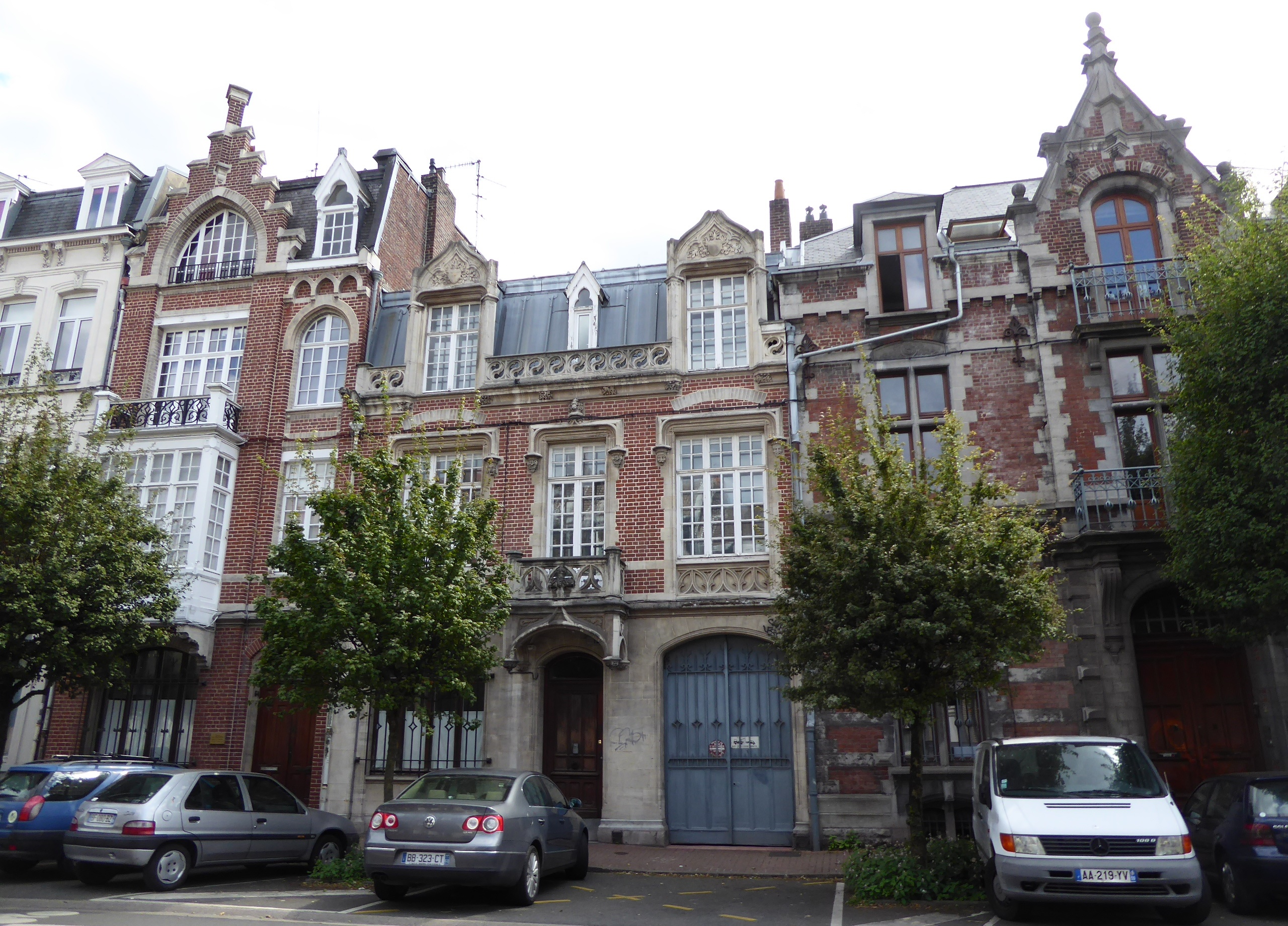
Maisons d’architecture néo-renaissance et éclectique
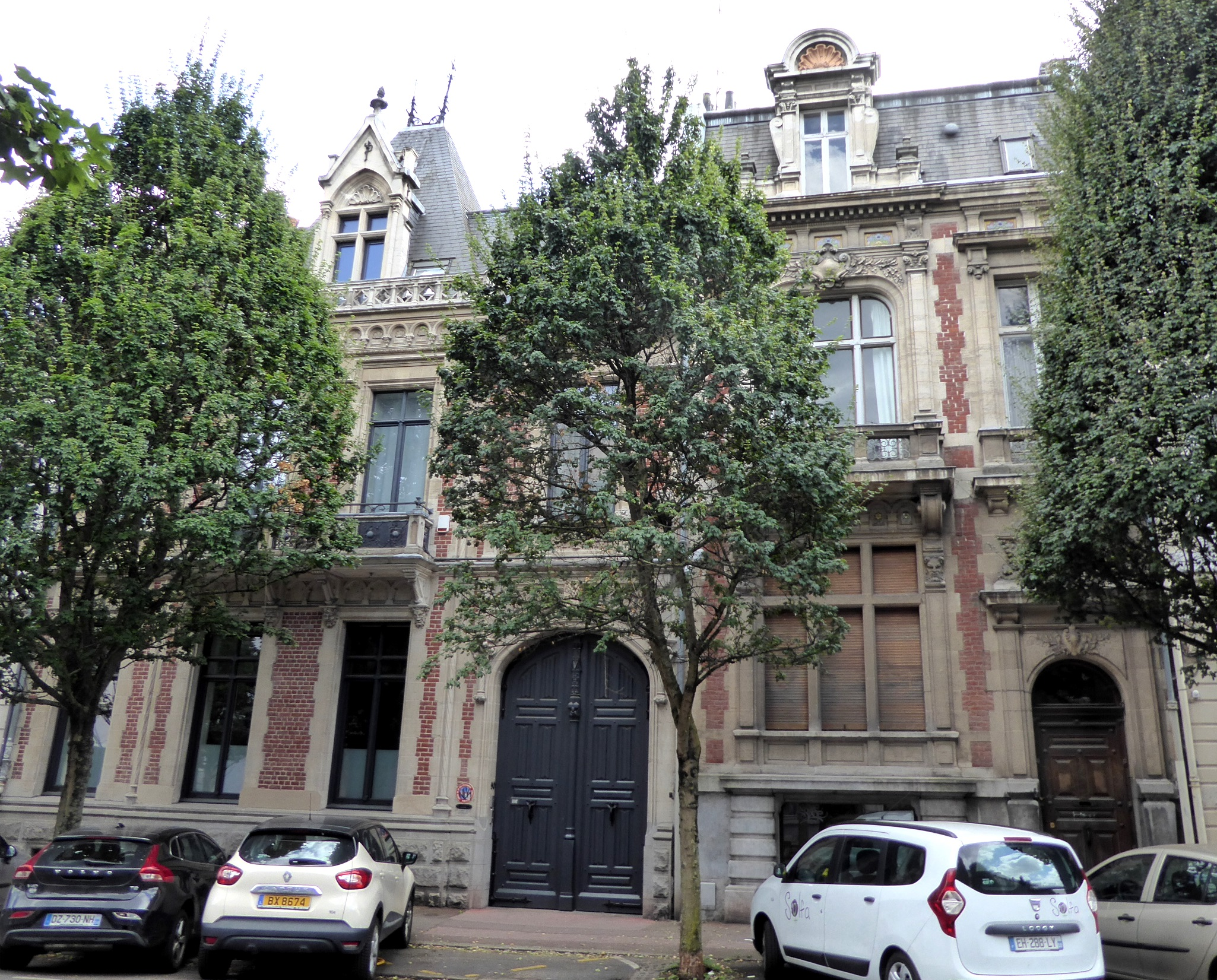
Architecture éclectique